# Gualea
Gualea ist eine Ortschaft und eine Parroquia rural („ländliches Kirchspiel“) im Kanton Quito der ecuadorianischen Provinz Pichincha. Die Parroquia Gualea gehört zur Verwaltungszone La Delicia. Die Parroquia besitzt eine Fläche von 120,97 km². Die Einwohnerzahl betrug im Jahr 2010 2025.

## Lage
Die Parroquia Gualea liegt an der Westflanke der Cordillera Occidental im Nordwesten des Kantons Quito. Das Verwaltungsgebiet liegt in Höhen zwischen 660 m und 2020 m. Es besitzt eine Längsausdehnung in SSW-NNO-Richtung von etwa 25 km. Die Parroquia reicht vom Río Pachijal im Süden bis zum Río Guayllabamba im Norden. fließt entlang der südwestlichen Verwaltungsgrenze nach Westen. Der Río Chirapi begrenzt das Areal im Nordwesten, die Flüsse Río Tulipe und Río Alambi im Nordosten. Der etwa 1300 m hoch gelegene Hauptort Gualea befindet 45 km nordnordwestlich vom historischen Stadtzentrum von Quito. Westlich von Nanegalito zweigt von der Fernstraße E28 (San Antonio de Pichincha–San Miguel de los Bancos) eine Nebenstraße nach Nordwesten ab, die nach 16 km Gualea erreicht und noch 7,5 km weiter nach Pacto führt.
Die Parroquia Gualea grenzt im äußersten Norden an die Provinz Imbabura mit der Parroquia García Moreno (Kanton Cotacachi), im Osten an die Parroquias Nanegal und Nanegalito, im Süden an die Parroquias Mindo und San Miguel de los Bancos (beide im Kanton San Miguel de los Bancos) sowie im Westen an die Parroquia Pacto.

## Geschichte
Die Parroquia Gualea wurde am 29. Mai 1861 gegründet. Am 25. August 1951 wurde in Gualea von Kapuzinern eine kirchliche Pfarrei gegründet.